# Gaétan Weissbeck
Gaétan Weissbeck, né le 17 janvier 1997 à Wissembourg, est un footballeur français évoluant au poste de milieu de terrain à l'Apollon Limassol.

## Biographie

### Jeunesse et formation
Gaétan Weissbeck est issu d'une famille de footballeurs. Ses deux grands-pères jouaient au football. Il grandit avec ses parents et sa petite sœur dans la commune de Seebach dans le Bas-Rhin.
C'est son père et premier entraineur qui l'inscrit à l'âge de trois ans à l'A.S. Seebach où il reste pendant cinq saisons. En 2006, il rejoint ensuite le FCSR Haguenau pour cinq saisons également. En parallèle, il joue dans une cellule qui regroupe les meilleurs joueurs du Grand-Est où il se rend une fois par mois à Strasbourg. À la fin de ce programme, il est recruté en 2011 avec Anthony Caci au RC Strasbourg.

### RC Strasbourg Alsace
À l'âge de 14 ans, il intègre le centre de formation du Racing Club de Strasbourg.
Il commence avec les U15 puis évolue successivement avec les U17, U19 avant d'intégrer l'équipe réserve. Le 30 aout 2015, il dispute son premier match de CFA 2 avec la réserve contre la réserve du Stade de Reims à l'occasion de la deuxième journée de championnat. Il marque son premier but le 21 novembre 2015 contre l'US Forbach.
Concernant son parcours scolaire, après avoir obtenu son bac pro commerce, il poursuit ses études en décrochant son Bachelor Marketing, cursus post-bac proposé par le centre de formation.
Lors de la saison 2016-2017, il dispute 21 rencontres de championnat de CFA 2 dans le groupe D avec la réserve où il marque deux buts et délivre trois passes décisives. La réserve termine première de son groupe mais n'accède pas à l'échelon supérieur pour des raisons administratives.
Durant son passage à Strasbourg, il ne dispute que trois minutes avec l'équipe professionnelle. C'est en Coupe de France le 7 janvier 2017 au stade de la Meinau contre le Stade athlétique spinalien où il entre en jeu pendant la prolongation à la 117e minute de jeu.

### FCSR Haguenau

#### 2017-2018: Retour à Haguenau
Non retenu par Thierry Laurey et son staff, il effectue une série d’essais à l’AC Ajaccio, à Boulogne-sur-Mer, à Stuttgart, à Großaspach et au Locomotiv Leipzig. Tous ces essais se révèlent infructueux.
Il décide alors de retourner jouer pour le club d'Haguenau qui évolue en National 3. Pour cette première saison, il participe aux deux séances hebdomadaire avec l’équipe entrainé par Claude Spreng et s'ajoute deux séances supplémentaire avec Cédric Deubel, un préparateur physique qui l’accompagne individuellement sur l’aspect athlétique.
Il travaille sur son efficacité sur les premiers mètres pour avoir un meilleur démarrage. Il modifie son jeu et tente plus souvent sa chance face au but sur les conseils de son père. Il devient plus décisif.
Ses changements lui permettent d'inscrire 17 buts et de distribuer 10 passes décisives. Il participe grandement au titre de champion de National 3 dans le groupe Grand-Est de la saison 2017-2018.

#### 2018-2019
Sortant d'une grosse saison, aucune offre ne lui est proposée et il commence à perdre espoir. C'est son ancien coéquipier du centre de formation Anthony Caci, aujourd'hui professionnel à Strasbourg qui lui remonte le moral et lui répète de ne jamais lâcher car il pense que Gaétan va réussir.
Il prend la décision de rester pour une saison supplémentaire. Cédric Deubel est devenu entraineur principal de l'équipe promue. Il repositionne son joueur devant la défense à la suite des problèmes de l'équipe pour sortir la balle. Il progresse alors dans la récupération du ballon et franchît un nouveau palier. Le 17 novembre 2017, son club affronte en Coupe de France le FC Sochaux-Montbéliard qui évolue en Ligue 2. Pendant ce match, il se distingue en réalisant une très bonne performance où il inscrit un but. Il est désigné homme du match,. Cette performance est remarquée par le club franc-comtois qui lui offre son premier contrat professionnel jusqu'en 2022,, qu'il signe le 31 janvier 2019, dernier jour du mercato d'hiver. Il restera à Haguenau jusqu'à la fin de la saison sous la forme d'un prêt.

### Football Club Sochaux-Montbéliard

#### 2019-2020: Début en professionnel
Dès son arrivée à Sochaux, il participe à la préparation estivale avec le groupe professionnel. Il débute donc la première journée de championnat de Ligue 2, le 26 juillet 2019 contre le Stade Malherbe de Caen. Il dispute intégralement la rencontre qui se termine sur un score nul et vierge. Il inscrit son premier but le 23 aout 2019 contre Nancy, un match comptant pour la cinquième journée qui se termine sur le score de 3-0 au stade Auguste-Bonal
Il termine sa première saison professionnelle en ayant disputé 24 matchs de championnat dont 17 en tant que titulaire avec 2 buts inscrits. La saison est marquée par l'arrêt du championnat à partir de mi-mars à cause de la propagation du coronavirus en France après 28 journées de championnat.

#### 2020-2021: Capitaine du FCSM
À l'issue d'une première saison jugée prometteuse, il est promu capitaine par son entraineur Omar Daf. Il dispute son premier match de la saison contre l'AJ Auxerre, première journée de championnat de Ligue 2. Il distribue une passe décisive à Christophe Diedhiou qui ouvre le score. Le match se terminera sur une victoire 2-0. La semaine suivante, il marque son premier but de la saison contre Troyes sur un coup franc direct en enroulant sa frappe au-dessus du mur.
Le 3 octobre 2020, il inscrit son premier doublé chez les professionnels à l'occasion de la sixième journée de championnat contre Chambly et permet à son équipe de l'emporter 3-2 à domicile. Un mois plus tard, il inscrit un nouveau doublé contre Niort, toujours à domicile mais il ne peut empêcher la défaite de son équipe 4-3. Après avoir été élu joueur sochalien du mois d'août-septembre par ses supporters, il prolonge son contrat d'une saison supplémentaire le mardi 27 octobre 2020 et se retrouve désormais lié au club Franc-Comtois jusqu'en 2023.
Pour son premier match en 2021, il offre la victoire à son équipe en inscrivant son huitième but de la saison, unique but de la 18e journée de championnat contre l'US Dunkerque. Le 2 mars 2021, il délivre une passe décisive pour Steve Ambri avant d'inscrire son premier penalty en professionnel qui se conclut par une victoire 3-1 contre Niort.

#### 2021-2022
Il marque le premier but de la saison de son équipe pour la saison 2021-2022 de Ligue 2 contre Dijon le 26 juillet 2021 au stade Gaston Gérard. L 16 aout 2021, il prolonge son contrat jusqu'en juin 2024.
Il termine la saison avec 35 matchs de Ligue 2 disputés dont 34 titularisations. Il inscrit 6 buts et délivre 4 passes décisives.
Il participe également au deux matchs de barrage pour l'accession en Ligue 1. Lors du premier de barrage match contre le Paris FC, il délivre une passe décisive à Steve Ambri. Son équipe s'incline lors de la séance de tir aux buts à laquelle il ne participe pas au match suivant contre l'AJ Auxerre et n'accède donc pas à l'échelon supérieur.

## Profil de joueur
Gaétan Weissbeck se définit comme un joueur qui a une bonne vision de jeu, à l'aise techniquement mais reconnait devoir progresser dans les duels.
Il a pour modèle Kevin De Bruyne et Christian Eriksen, deux joueurs évoluant au même poste que le sien.

## Statistiques
| Saison                | Club                         | Championnat           | Championnat | Championnat | Championnat | Coupe(s) nationale(s) | Coupe(s) nationale(s) | Coupe(s) nationale(s) | Barrage | Barrage | Barrage | Total | Total | Total |
| Saison                | Club                         | Division              | M.          | B.          | P.d.        | M.                    | B.                    | P.d.                  | M.      | B.      | P.d.    | M.    | B.    | P.d.  |
| 2015-2016             | RC Strasbourg rés.           | CFA 2                 | 20          | 3           | 2           | -                     | -                     | -                     | -       | -       | -       | 20    | 3     | 2     |
| 2016-2017             | RC Strasbourg rés.           | CFA 2                 | 21          | 2           | 3           | -                     | -                     | -                     | -       | -       | -       | 21    | 2     | 3     |
| Sous-total            | Sous-total                   | Sous-total            | 41          | 5           | 5           | -                     | -                     | -                     | -       | -       | -       | 41    | 5     | 5     |
| 2016-2017             | RC Strasbourg                | Ligue 2               | -           | -           | -           | 1                     | 0                     | 0                     | -       | -       | -       | 1     | 0     | 0     |
| 2017-2018             | FCSR Haguenau                | National 3            | 27          | 17          | 10          | 2                     | 0                     | 0                     | -       | -       | -       | 29    | 17    | 10    |
| 2018-2019             | FCSR Haguenau                | National 2            | 28          | 11          | 7           | 1                     | 1                     | 0                     | -       | -       | -       | 29    | 12    | 7     |
| Sous-total            | Sous-total                   | Sous-total            | 55          | 28          | 17          | 3                     | 1                     | -                     | -       | -       | -       | 58    | 29    | 17    |
| 2019-2020             | FC Sochaux                   | Ligue 2               | 24          | 2           | 2           | 1                     | 0                     | 0                     | -       | -       | -       | 25    | 2     | 2     |
| 2020-2021             | FC Sochaux                   | Ligue 2               | 36          | 10          | 6           | 1                     | 0                     | 0                     | -       | -       | -       | 37    | 10    | 6     |
| 2021-2022             | FC Sochaux                   | Ligue 2               | 35          | 7           | 4           | -                     | -                     | -                     | -       | -       | -       | 35    | 7     | 4     |
| 2022-2023             | FC Sochaux                   | Ligue 2               | 32          | 5           | 7           | -                     | -                     | -                     | 2       | 0       | 1       | 34    | 5     | 8     |
| Sous-total            | Sous-total                   | Sous-total            | 127         | 24          | 19          | 2                     | 0                     | 0                     | 2       | 0       | 1       | 131   | 24    | 20    |
| 2023-2024             | Girondins de Bordeaux (prêt) | Ligue 2               | 33          | 4           | 5           | 3                     | 1                     | 1                     | -       | -       | -       | 36    | 5     | 6     |
| 2024-2025             | Apollon Limassol             | Cyprus League         | 32          | 2           | 5           | 4                     | 2                     | 0                     | -       | -       | -       | 36    | 4     | 5     |
| Total sur la carrière | Total sur la carrière        | Total sur la carrière | 288         | 63          | 50          | 13                    | 4                     | 1                     | 2       | 0       | 1       | 303   | 67    | 52    |

## Palmarès
| RC Strasbourg - CFA 2 (1) : - Champion : 2016-17 (Groupe D). |  | FCSR Haguenau - National 3 (1) : - Champion : 2017-18 (Groupe F). |